# Tsotíli
Tsotíli är en ort i Grekland.   Den ligger i prefekturen Nomós Kozánis och regionen Västra Makedonien, i den norra delen av landet, 300 km nordväst om huvudstaden Aten. Tsotíli ligger 778 meter över havet och antalet invånare är 1 695.
Terrängen runt Tsotíli är varierad. Runt Tsotíli är det glesbefolkat, med 13 invånare per kvadratkilometer. Närmaste större samhälle är Siátista, 18,5 km öster om Tsotíli. Trakten runt Tsotíli består till största delen av jordbruksmark.